# 丹生川村立折敷地中学校
丹生川村立折敷地中学校（にゅうかわそんりつ おしきじちゅうがっこう）は、岐阜県大野郡丹生川村（現・高山市）に存在した公立中学校。

## 概要
- 折敷地小学校に併設され、折敷地小中学校とも称した。1970年、丹生川中学校に統合され廃校。

## 沿革
- 1947年（昭和22年）4月 - 折敷地小学校に併設して、丹生川村立丹生川中学校折敷地分校を設置。
- 1948年（昭和23年） - 中学校校舎を新築。
- 1950年（昭和25年）4月 - 丹生川中学校から独立し、丹生川村立折敷地中学校として開校。折敷地小学校に併設し。開校時の生徒数は45名。
- 1970年（昭和45年）4月1日 - 丹生川中学校に統合され廃校。名目上の統合であり、折敷地中学校は丹生川中学校折敷地分教場となる。
- 1972年（昭和47年）4月 - 折敷地分教場を廃止。廃校時の生徒数は22名。